# 西部防衛司令部
西部防衛司令部（せいぶぼうえいしれいぶ）は、1937年から1940年まであった日本陸軍の組織である。防空のために日本の内地に3つ置かれた防衛司令部の一つで、九州地方と中国地方西部を管轄した。所在地は福岡県の小倉市（現在の北九州市）。西部軍司令部に転換して廃止された。

## 設置と権限
防衛司令部は、日本ではじめて防空のために置かれた司令部である。1935年5月25日制定（29日公布、8月1日施行）の昭和10年軍令陸第8号で制定された防衛司令部令により、東京に東部防衛司令部、大阪に中部防衛司令部、小倉に西部防衛司令部が置かれることが決められた。しかし年内に発足したのは東部防衛司令部だけで、残る2つは1937年（昭和12年）8月1日の開始を予定した。西部防衛司令部の編成の担当は福岡県の久留米にある第12師団司令部で、防衛司令部の所在地は野戦重砲兵第2旅団司令部と小倉連隊区司令部の一部と予定された。
1937年（昭和12年）6月に陸軍省経理局建築課から第12師団経理課に西部防衛司令部新設工事が命じられた。
8月の発足直後は防空計画を立てる権限しかなかったが、11月27日制定（29日公布、12月1日施行）の昭和12年軍令陸第8号による防衛司令部令改定で、防空に関する指揮権が与えられた。この権限は、九州地方の全域と、中国地方西部3県（山口・広島・島根）にまたがる西部防空管区に及んだ。また、当時日本に併合されていた朝鮮との間にある朝鮮海峡の海域も西部防衛司令部の指揮範囲になった。別に、警備権限に関わる警備管区も設けられ、こちらは九州北部の第12師管に限り、第12師団にかわって西部防衛司令部が警備権限を持った。
司令官・参謀長は専任であったが、司令部の人員の一部は第12師団司令部との兼任者であった。

## 防空訓練と防空知識の普及
当時の防空は、戦闘機と高射砲による戦闘（積極防空）と、灯火管制や消火など被害を少なくする活動（消極防空）に大別された。このうち消極防空は、文民の行動が中心になる。西部防衛司令部は、各地の防空訓練を指導し、特に大規模なものとして西部防空管区国民防空訓練を実施した。
また、国防思想・防空知識の普及と宣伝にも携わった。1938年（昭和13年）には、『家庭防空』という冊子を刊行、配布した

## 日中戦争での防空
1937年は日中戦争がはじまった年であり、西部防空管区は朝鮮、台湾とともにしばしば防空体勢に入り、また解除された。

## 人事

### 歴代司令官
西部防衛司令官
- 児玉友雄 中将：1937年（昭和12年）8月2日 -
- 松井命 中将：1938年（昭和13年）7月15日 -
- 上村清太郎 中将：1940年（昭和15年）3月9日 - 8月1日

### 歴代参謀長
西部防衛参謀長
- 永見俊徳 少将：1937年（昭和12年）8月2日 -
- 西村利温 少将：1938年（昭和13年）7月15日 -
- 伊佐一男 少将：1940年（昭和15年）3月9日 - 8月1日

### 各年の司令部構成
役職名の直後に「*」をつけたものは、兼任者である。

#### 1938年7月1日現在
『職員録』による。
- 司令官　児玉友雄　中将
  - 参謀長　永見俊徳　少将
    - 参謀　石川忠夫　歩兵大佐
    - 参謀　築山博一　砲兵少佐
    - 参謀*　馬場格雄　砲兵少佐
    - 副官　田中芳雄　歩兵少佐
    - 副官　大江芳若　歩兵大尉
    - 部員　砺波秀義　歩兵大尉
    - 部員　平塚晃　砲兵大尉
    - 司令部付*　西永彰治　憲兵大尉
    - 司令部付*　安田求　主計少佐
    - 司令部付　坂井多吉　主計大尉
    - 小栗信男　砲兵曹長
    - 石崎重一　砲兵曹長
    - 広浅秋夫　歩兵曹長
    - 石橋新司　木工伍長
    - 町田勝義　主計曹長
    - 属　北原秀雄
    - 属　入江道広
    - 属　西村五郎

#### 1939年1月20日現在
『職員録』による。
- 司令官　松井命　中将
  - 参謀長　西村利温　少将
    - 参謀　田中清　歩兵大佐
    - 参謀　築山博一　砲兵少佐
    - 参謀　逆瀬川幸男　騎兵少佐
    - 参謀*　小笠原信義　工兵少佐
    - 副官　植田斉　歩兵中佐
    - 副官　大江芳若　歩兵大尉
    - 部員　砺波秀義　歩兵大尉
    - 部員　平塚晃　砲兵大尉
    - 司令部付　下重長四郎　少将
    - 司令部付　田北惟　少将
    - 司令部付*　藤松治久吾　憲兵少佐
    - 司令部付　菊池武寧　砲兵少佐
    - 司令部付　長岡清　航空兵大尉
    - 司令部付　高木繁人　歩兵中尉
    - 司令部付*　安田求　主計少佐
    - 司令部付　坂井多吉　主計大尉

#### 1939年7月1日現在
『職員録』による。
- 司令官　松井命　中将
  - 参謀長　西村利温　少将
    - 参謀　田中清　歩兵大佐
    - 参謀*　小笠原信義　工兵少佐
    - 参謀　迫田穣　歩兵少佐
    - 参謀　逆瀬川幸男　騎兵少佐
    - 副官　植田斉　歩兵中佐
    - 副官　（判読不能）　歩兵大尉
    - 部員　高木利光　歩兵大尉
    - 部員　恩地尚順　砲兵大尉
    - 司令部付　田北惟　少将
    - 司令部付*　藤本治久吾　憲兵少佐
    - 司令部付　長岡清　航空兵大尉
    - 司令部付　坂井多吉　主計大尉
    - 司令部付　高木繁人　歩兵中尉
    - 司令部付　筧助之　工兵中尉
    - 司令部付　池上虎雄　主計少尉
    - （判読不能）　砲兵曹長
    - 小栗信男　砲兵曹長
    - 広浅秋夫　歩兵曹長
    - 町田勝義　主計曹長
    - 久田見正人　歩兵軍曹
    - 小幡末喜　砲兵軍曹
    - 太田邦雄　電工軍曹
    - 土屋軍□（□は判読不能）　砲兵軍曹
    - 属　入江道広
    - 属　西村五郎

#### 1940年2月1日
『職員録』による。
- 司令官　松井命　中将
  - 参謀長　西村利温　少将
    - 参謀　田中清　歩兵大佐
    - 参謀*　小笠原信義　工兵少佐
    - 参謀　迫田穣　歩兵少佐
    - 参謀　岡部絹介　歩兵少佐
    - 副官　工藤豊雄　歩兵中佐
    - 副官　副島勲　歩兵大尉
    - 部員　高木利光　歩兵大尉
    - 部員　恩地尚順　砲兵大尉
    - 司令部付*　藤本治久吾　憲兵少佐
    - 司令部付　田中繁雄　主計中尉
    - 司令部付　高木繁人　歩兵中尉
    - 司令部付　筧助之　工兵中尉
    - 司令部付　池上虎雄　主計少尉